# Himertosoma madecassum
Himertosoma madecassum là một loài tò vò trong họ Ichneumonidae.